# 10 août 1932
Le mercredi 10 août 1932 est le 223e jour de l'année 1932.

## Naissances
- Alexander Goehr, compositeur anglais
- Gaudencio Rosales, prélat catholique
- Georges Golovine (mort le 30 décembre 2014), danseur étoile et chorégraphe français
- Kenneth W. Dam, politicien américain
- Mario Bénard (mort le 28 mai 1991), personnalité politique française
- Murray Melvin, acteur britannique
- Rui Knopfli (mort le 25 décembre 1997), écrivain mozambicain

## Décès
- Carl Bock (né le 17 septembre 1849), explorateur norvégien
- Charles Pinet (né le 22 janvier 1867), artiste dessinateur, peintre et graveur français
- Fritz Hampel (né le 24 avril 1895), écrivain, journaliste et caricaturiste allemand

- Rintintin (né en septembre 1918), acteur canin

## Événements
- Le général José Sanjurjo tente un pronunciamiento surnommé la Sanjurjada à Séville.